# Euidastor
Euidastor är ett släkte av insekter. Euidastor ingår i familjen sporrstritar.
Kladogram enligt Catalogue of Life:
| Euidastor | \| \| Euidastor milonia \| \| \| \| \| \| Euidastor pansa \| \| \| \| |
|           | \| \| Euidastor milonia \| \| \| \| \| \| Euidastor pansa \| \| \| \| |
|           | Euidastor milonia                                                     |
|           |                                                                       |
|           | Euidastor pansa                                                       |
|           |                                                                       |